# Life of Kylie
Life of Kylie, ou #Kylie au Québec, est une émission de téléréalité américaine en huit épisodes de 21 minutes diffusée du 6 août au 17 septembre 2017 sur la chaîne spécialisée E!,.
En France, elle est diffusée à partir du 11 août 2017 sur E! (France), et au Québec à partir du 26 juin 2019 à MusiquePlus.

## Synopsis

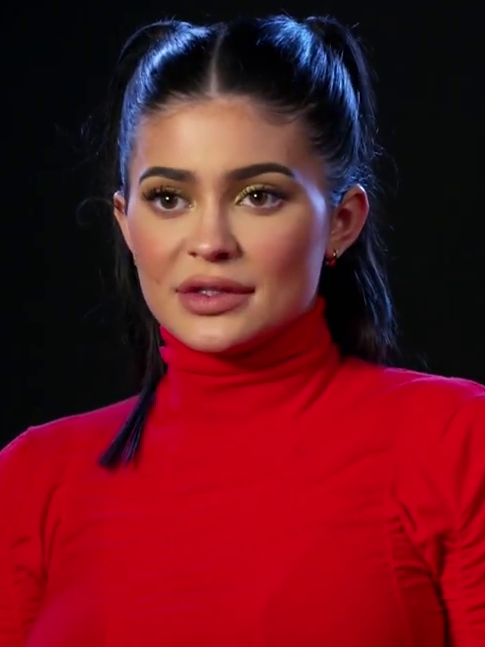
Kylie Jenner dans son émission Life Of Kylie.

La série suit la vie de Kylie Jenner, entrepreneure et personnalité de la téléréalité, alors qu’elle jongle entre la gestion de son empire Kylie Cosmetics et sa quête d’équilibre dans une vie « normale ». Aux côtés de sa meilleure amie Jordyn Woods, Kylie ouvre les portes de son quotidien, révélant les coulisses de ses projets ambitieux, ses moments privilégiés avec ses proches et les défis qui accompagnent sa célébrité. À propos de sa propre émission, elle déclare : 
« Ces dernières années ont été une aventure extraordinaire grâce au soutien de mes fans». « Cette série est l’occasion parfaite pour leur offrir un aperçu exclusif des moments les plus excitants de ma vie et de tout ce sur quoi je travaille.»

## Distribution
- Kylie Jenner (VF : Marine Tuja) : star de télé-réalité, membre de la famille Kardashian et créatrice de la marque Kylie Cosmetics.
- Jordyn Woods (en) : mannequin et célébrité américaine, meilleure amie de Kylie.
- Victoria Villaroel : assistante et amie de Kylie.
- Tokyo Stylez (en) : coiffeur personnel de Kylie.
- Ariel Tejada : maquilleur personnel de Kylie.
- Kendall Jenner : star de télé-réalité, mannequin américaine, sœur de Kylie.
- Caitlyn Jenner : père de Kylie Jenner, anciennement marié à Kris Jenner.
- Kris Jenner (VFB : Valérie Muzzi) : mère et manager de Kylie et des autres membres de la famille Kardashian.

## Liste des épisodes
1. Dix-Neuf Partie 1 (Nineteen: Part 1)
2. Dix-Neuf Partie 2 (Nineteen: Part 1)
3. Patron (Boss)
4. Célébrité (Fame)
5. Met Ball (Met Ball)
6. Londres (London)
7. Pérou Partie 1 (Peru: Part 1)
8. Pérou Partie 2 (Peru: Part 2)

## Réception
Le Time magazine a dit : « Life of Kylie est censé nous montrer la personne derrière le masque. Mais Jenner combine l'auto-obsession d'un adolescent avec le réflexe accroupi de quelqu'un qui a appris à réprimer les impulsions confessionnelles ». Selon Sadie Gennis de TV Guide, « le show est comme son étoile : en recherche de but, mais surtout très, très triste ».